# Javier López
Javier López Carballo (La Orotava, 2002. március 25. –) spanyol korosztályos válogatott labdarúgó, a Real Sociedad játékosa.

## Pályafutása

### Klubcsapatokban
Fiatalon az Orotava és a Tenerife csapataiban nevelkedett, majd 2017-ben került a Deportivo Alavés korosztályos csapataihoz. 2018. szeptember 22-én mutatkozott be az Alavés B csapatában mindössze 16 évesen a Real Sociedad C csapata elleni negyedosztályú bajnoki mérkőzésen. A bajnokságban a baszkföldi csoport harmadik helyén végzett csapatával, majd a rájátszásban feljutottak a harmadosztályba. 2020. június 21-én mutatkozott be az első csapatban az RC Celta de Vigo ellen 6–0-ra elvesztett élvonalbeli bajnoki mérkőzésen.
2024. július 21-én szerződtette a Real Sociedad csapata.

### A válogatottban
Tagja volt a 2019-es U17-es labdarúgó-Európa-bajnokságon és az U17-es labdarúgó-világbajnokságon résztvevő keretnek.

## Statisztika
2020. december 12-i állapotnak megfelelően.
| Klub               | Szezon           | Bajnokság          | Bajnokság | Bajnokság | Kupa     | Kupa  | Nemzetközi | Nemzetközi | Egyéb    | Egyéb | Összesen | Összesen |
| Klub               | Szezon           | Bajnokság          | Mérkőzés  | Gólok     | Mérkőzés | Gólok | Mérkőzés   | Gólok      | Mérkőzés | Gólok | Mérkőzés | Gólok    |
| ------------------ | ---------------- | ------------------ | --------- | --------- | -------- | ----- | ---------- | ---------- | -------- | ----- | -------- | -------- |
| Deportivo Alavés B | 2018–19          | Tercera División   | 3         | 0         | —        | —     | —          | —          | —        | —     | 3        | 0        |
| Deportivo Alavés B | 2019–20          | Segunda División B | 16        | 0         | —        | —     | —          | —          | —        | —     | 16       | 0        |
| Deportivo Alavés B | Összesen         | Összesen           | 19        | 0         | 0        | 0     | 0          | 0          | 0        | 0     | 19       | 0        |
| Deportivo Alavés   | 2019–20          | La Liga            | 1         | 0         | 0        | 0     | —          | —          | —        | —     | 1        | 0        |
| Deportivo Alavés   | 2020–21          | La Liga            | 7         | 0         | 1        | 0     | —          | —          | —        | —     | 8        | 0        |
| Deportivo Alavés   | Összesen         | Összesen           | 8         | 0         | 1        | 0     | 0          | 0          | 0        | 0     | 9        | 0        |
| Karrier összesen   | Karrier összesen | Karrier összesen   | 27        | 0         | 1        | 0     | 0          | 0          | 0        | 0     | 28       | 0        |